# Pyrgos (West-Griekenland)
Pyrgos (Grieks: Πύργος) is sedert 2011 een fusiegemeente (dimos) in de Griekse bestuurlijke regio (periferia) West-Griekenland.
De vier deelgemeenten (dimotiki enotita) van de fusiegemeente zijn:
- Iardanos (Ιάρδανος)
- Oleni (Ωλένη)
- Pyrgos (Πύργος)
- Volakas (Βώλακας)

In 2003 telde de stad Pyrgos ruim 23.791 inwoners. Ze ligt aan de doorgaande weg langs de kust vanaf Patras naar Kyparissia, die dwars door de stad loopt. Vanuit Pyrgos kun je het oude Olympia, Archaia Olympia bezoeken. Behalve een paar opmerkelijke neoclassicistische gebouwen van Ernst Ziller (19e eeuw), biedt de stad geen bezienswaardigheden, maar omdat het een centrale ligging heeft is het toch een belangrijke handelsstad aan de westkust.

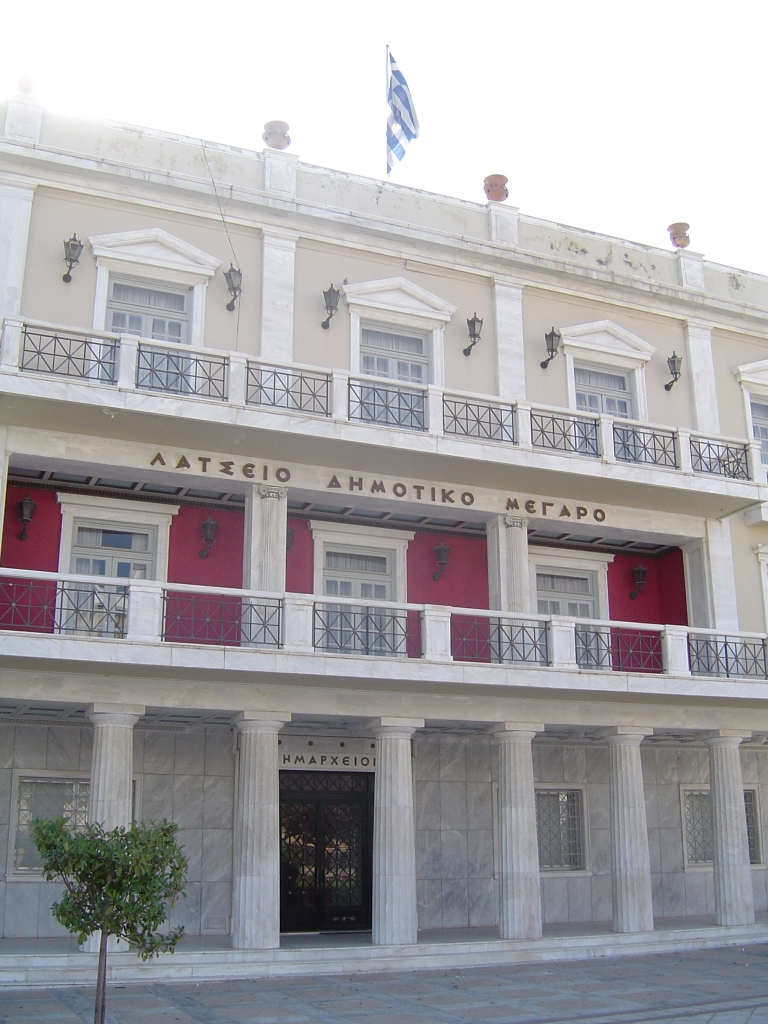
The Latseio City Hall of Pyrgos.

## Geboren
- Giorgos Karagounis (1977), voetballer